# Ро-мезон
Ро-мезоны — элементарные частицы с нулевой странностью и изотопическим спином 1, представляющие собой мезонные резонансы с чётным орбитальным квантовым числом. Они группируются в мультиплеты по три частицы: ро-минус-мезон ρ−, ро-ноль-мезон ρ0, ро-плюс-мезон ρ+. Причём ρ− является античастицей для ρ+.
ρ-мезоны были впервые получены в 1961 году сразу в нескольких лабораториях.

## Характеристики
Далее представлены характеристики самой лёгкой тройки ρ-мезонов.
| Частица | Кварковый состав                                             | Энергия покоя, МэВ | IG | JPC | Q  | S | c | b | Среднее время жизни, с | Основная мода распада |
| ------- | ------------------------------------------------------------ | ------------------ | -- | --- | -- | - | - | - | ---------------------- | --------------------- |
| ρ+(770) | {\displaystyle u{\bar {d}}}                                  | 775,4 ± 0,4        | 1+ | 1−  | +1 | 0 | 0 | 0 | 4,5⋅10−24              | π+ + π0               |
| ρ0(770) | {\displaystyle {\frac {u{\bar {u}}-d{\bar {d}}}{\sqrt {2}}}} | 775,49 ± 0,34      | 1+ | 1−− | 0  | 0 | 0 | 0 | 4,5⋅10−24              | π+ + π−               |